# سئولو
سئولو (به ایتالیایی: Seulo) یک کومونه در ایتالیا است که در استان نیورو واقع شده‌است. سئولو ۵۸٫۸ کیلومتر مربع مساحت و ۹۷۰ نفر جمعیت دارد.